# Tom Callahan
Thomas Francis Callahan, detto Tom (Stamford, 2 giugno 1921 – Stamford, 3 ottobre 1996), è stato un cestista statunitense, professionista nella BAA.